# Anarta arenbergeri
Anarta arenbergeri là một loài bướm đêm thuộc họ Noctuidae. Nó chỉ được ghi nhận ở Thổ Nhĩ Kỳ và Israel.
Con trưởng thành bay từ tháng 5 đến tháng 7 và một lần nữa vào tháng 9. There is are probably two generations per year.